# Semantische verzadiging
Semantische verzadiging is een psychologisch verschijnsel waar het steeds herhalen van een woord leidt tot een (tijdelijk) verlies van betekenis bij de toehoorder die het woord dan interpreteert als een herhaalde reeks betekenisloze klanken. Als een persoon vele malen hardop het woord "badkuip" uitspreekt is de kans groot dat op een gegeven ogenblik het woord zijn betekenis voor de uitspreker verliest, er wordt niet meer aan het desbetreffende sanitair gedacht maar wordt er alleen maar een geluid waargenomen dat met geen enkel begrip geassocieerd wordt.
De tegenwoordig meest gebruikte term voor het verschijnsel, "semantische verzadiging" (semantic satiation) is afkomstig uit het proefschrift over dit onderwerp van Leon Jakobovits James die hiermee in 1962 aan de McGill-universiteit in Montreal promoveerde. Daarvoor was het fenomeen ook al bekend en stond toen vooral bekend onder de naam "verbale verzadiging" 
In het proefschrift worden verschillende experimenten opgevoerd die het concept van de semantische verzadiging demonstreren in verschillende cognitieve taken, zoals het in een rap tempo beoordelen van woorden en afbeeldingen, het hardop herhalen van woorden en die dan vervolgens te moeten sorteren aan de hand van hun betekenis, het optellen van getallen na die eerst enkele malen hardop voorgelezen te hebben enzovoort. In alle gevallen bleek dat het herhalen van het woord alvorens de term in een opdracht te gebruiken, de opdracht bemoeilijkte.
De verklaring die gegeven is voor het fenomeen is dat het hardop herhalen een specifiek neuraal patroon oplevert in de cortex dat correspondeert met de betekenis van het woord. In een hoog tempo hardop herhalen heeft tot gevolg dat zowel de centrale als de perifere sensori-motorische neuronen tegelijk afvuren, hetgeen resulteert in een verzwakte neurale reactie. Hoe vaker herhaald, hoe zwakker de reactie.